# Milford on Sea
Milford on Sea (thường có gạch nối Milford-on-Sea) là một ngôi làng lớn và xã nằm bên bờ biển phía nam nước Anh ở hạt Hampshire. Với dân số 4660 người (điều tra dân số 2011), Milford có một loạt các cửa hàng, nhà hàng và quán bia ở phố, bên cạnh bãi cỏ của làng.

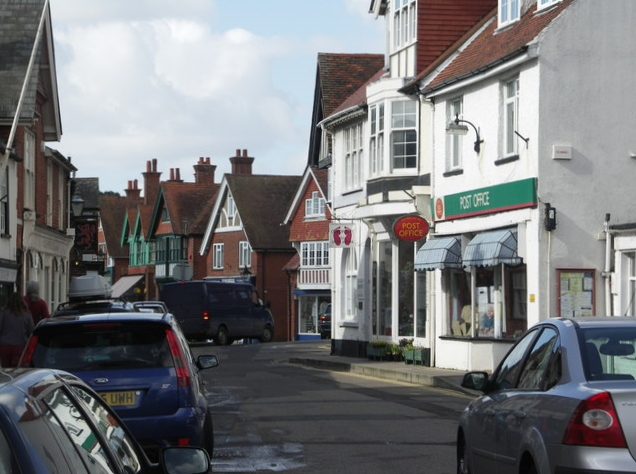
Phố

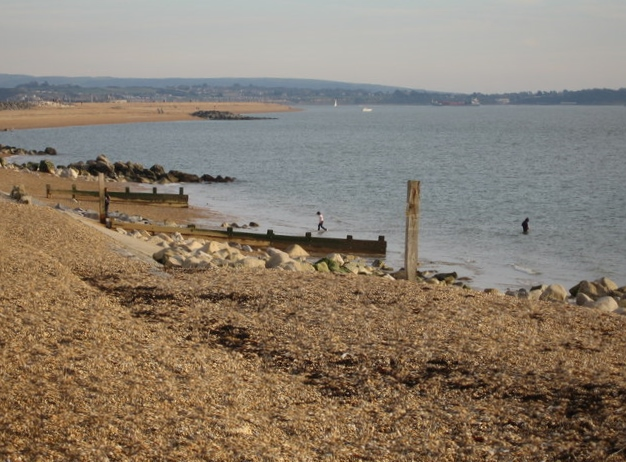
Bãi biển đá sỏi

## Người nổi tiếng
- Frances Fisher, nữ diễn viên Hollywood đã xuất hiện ở phim Titanic sinh ra ở làng này.